# Lista de presidentes do Burundi
Este é um artigo sobre a lista de presidentes do Burundi desde a formação do cargo em 1966, após o golpe de Estado que depós a monarquia.
Um total de nove pessoas serviram como presidentes (sem contar presidentes interinos, chefes de Estado interinos ou em rebelião). Além disso, uma pessoa, Pierre Buyoya, serviu em duas ocasiões não consecutivas.

## Lista de chefes de Estado (1966-presente)
| №  | Retrato | Nome                               | Mandato                | Mandato                          | Eleição        | Etnia | Partido        |
| -- | ------- | ---------------------------------- | ---------------------- | -------------------------------- | -------------- | ----- | -------------- |
| 1  |         | Michel Micombero (1940-1983)       | 28 de novembro de 1966 | 1 de novembro de 1976 (Deposto)  | —              | Tútsi | Militar UPRONA |
| 2  |         | Jean-Baptiste Bagaza (1946-2016)   | 1 de novembro de 1976  | 3 de setembro de 1987 (Deposto)  | 1984           | Tútsi | Militar UPRONA |
| 3  |         | Pierre Buyoya (1949-2020)          | 3 de setembro de 1987  | 10 de julho de 1993              | —              | Tútsi | Militar UPRONA |
| 4  |         | Melchior Ndadaye (1953-1993)       | 10 de julho de 1993    | 21 de outubro de 1993 (Deposto)  | 1993           | Hútu  | FRODEBU        |
| -  |         | François Ngeze (Interino) (n.1953) | 21 de outubro de 1993  | 27 de outubro de 1993            | —              | Hútu  | Militar UPRONA |
| -  |         | Sylvie Kinigi (Interina) (n.1953)  | 27 de outubro de 1993  | 5 de fevereiro de 1994           | —              | Hutu  | UPRONA         |
| 5  |         | Cyprien Ntaryamira (1955-1994)     | 5 de fevereiro de 1994 | 6 de abril de 1994 (Assassinado) | —              | Hútu  | FRODEBU        |
| 6  |         | Sylvestre Ntibantunganya (n.1956)  | 6 de abril de 1994     | 25 de julho de 1996 (Deposto)    | —              | Hútu  | FREBEDU        |
| 7  |         | Pierre Buyoya (1949-2020)          | 25 de julho de 1996    | 30 de abril de 2003              | —              | Hútu  | UPRONA         |
| 8  |         | Domitien Ndayizeye (n.1951)        | 30 de abril de 2003    | 25 de agosto de 2005             | —              | Tútsi | FRODEBU        |
| 9  |         | Pierre Nkurunziza (1964-2020)      | 25 de agosto de 2005   | 8 de junho de 2020               | 2005 2010 2015 | Hútu  | CNDD-FDD       |
| 10 |         | Evariste Ndayishimiye (n.1968)     | 8 de junho de 2020     | Presente                         | 2020           | Hútu  | CNDD-FDD       |